# Thomas Frank (Fußballtrainer)
Thomas Frank (* 9. Oktober 1973 in Frederiksværk) ist ein dänischer Fußballtrainer und ehemaliger -spieler. Er trainiert seit Juni 2025 Tottenham Hotspur.

## Karriere
Thomas Frank spielte Amateurfußball beim Frederiksværk BK, beendete seine Karriere aber bereits im jungen Erwachsenenalter, um Jugendtrainer beim Verein zu werden. Von 1998 bis 2004 trainierte er die Junioren des Hvidovre IF. Nach einem Jahr bei B.93 Kopenhagen zog es ihn weiter zum Lyngby BK, wo es ihn zwei Jahre hielt.
Danach wurde er von der Dansk Boldspil-Union als Cheftrainer der dänischen U16- und U17-Junioren angeheuert. Die U17 führte er zum ersten Mal seit acht Jahren wieder erfolgreich zur U17-Europameisterschaft 2011 in Serbien, wo er im Kader auf spätere A-Nationalspieler wie Pierre Emile Højbjerg oder Yussuf Poulsen zurückgreifen konnte. Diese Auswahl schaffte es ins Halbfinale des Wettbewerbs, wo sie mit 0:2 an Deutschland scheiterte. Unter seiner Leitung gelang im selben Jahr erstmals die Qualifikation für die Endrunde einer U17-Weltmeisterschaft, welche in diesem Jahr in Kolumbien abgehalten wurde. Dort überstanden die Dänen die Gruppenphase mit nur einem Punkt aus drei Spielen nicht. Im Juli 2012 übernahm er die U19, wo seine Amtszeit nach verpasster Qualifikation für die U19-Europameisterschaft 2013 in Litauen jedoch bereits nach kurzer Zeit endete.
Am 10. Juni 2013 präsentierte der dänische Erstligist Brøndby IF Thomas Frank als neuen Cheftrainer. In seiner ersten Saison 2013/14 als Übungsleiter einer Profimannschaft, konnte er sich mit dem Hauptstadtverein auf dem vierten Tabellenrang klassieren. Mit den dritten Tabellenplatz führte er den Klub auch in der folgenden Spielzeit 2014/15 in die Ränge, welche zur Teilnahme an der Qualifikation zur UEFA Europa League ausreichte. Den Sprung in die Gruppenphase verpasste er mit den Drengene fra Vestegnen aber beide Male. Am 9. März 2016 trat Frank von seinem Amt zurück, da der Geschäftsführer des Vereins Jan Bech Andersen ihn in einem Internetforum von Brøndby-Anhängern unter einem Pseudonym kritisiert hatte. Zu diesem Zeitpunkt stand der Verein auf dem fünften Tabellenplatz.
In seinem nächsten Job verschlug ihn es nach England, wo er neben Richard O’Kelly als Co-Trainer von Dean Smith beim Zweitligisten FC Brentford installiert und mit einem Zweieinhalbjahresvertrag ausgestattet wurde. Bei den Bees übernahm er außerdem die Position der Schnittstelle zwischen B-Mannschaft und erster Mannschaft, bei der er die optimale Entwicklung der Spieler gewährleisten sollte. Im Februar 2018 unterzeichnete er einen neuen Vertrag bis zum Sommer 2020.
Am 16. Oktober 2018 verließ Dean Smith den Londoner Verein, um beim Ligakonkurrenten Aston Villa die Nachfolge des entlassenen Steve Bruce anzutreten. Thomas Frank wurde noch am selben Tag als sein Nachfolger präsentiert. Er erlebte aber einen schweren Start in seiner neuen Rolle, gewann mit Brentford nur eines der ersten zehn Ligaspiele und rutschte mit dem Verein zum Jahreswechsel in den Abstiegskampf. Anschließend blieb man jedoch neun Ligaspiele ungeschlagen und hielt sich bis zum Ende der Saison 2018/19 im Mittelfeld der Tabelle. Die Spielzeit beendete man auf dem 11. Tabellenplatz. Nach einem durchwachsenen Start in die folgende Spielzeit 2019/20 gewann Frank mit den Bees zum Jahresende zahlreiche Ligaspiele und stieß mit dem Verein ins Aufstiegsrennen vor. Dabei bildeten die jungen Offensivspieler Saïd Benrahma, Ollie Watkins und Neuzugang Bryan Mbeumo das BMW-Trio und machten den Klub zu einem der angriffstärksten Teams der Liga. Nachdem er mit Brentford in die Play-off-Ränge vorgestoßen war, unterzeichneten Frank und sein Co-Trainer Brian Riemer Mitte Januar 2020 neue Dreieinhalbjahresverträge.
Zur Saison 2025/26 wurde er als Nachfolger von Ange Postecoglou Cheftrainer bei Tottenham Hotspur und unterschrieb dort einen Vertrag bis 2028.

## Persönliches
Thomas Frank ist verheiratet und hat drei Kinder. Er erhielt im Jahr 1999 den Bachelor in Sport am Institute of Sports Medicine in Kopenhagen und studierte zwischen 2002 und 2005 Sportpsychologie und coaching-basiertes Management am selben Institut. Im Jahr 2004 war er zwischenzeitlich als Sportlehrer auf einer Schule in Ishøj angestellt. Bevor er nach London übersiedelte, lebte er in Hvidovre.